# … dann kam der Orkan
… dann kam der Orkan (Originaltitel: The Hurricane) ist ein US-amerikanisches Filmdrama von John Ford aus dem Jahre 1937. Das Drehbuch basiert auf dem Roman Hurrikan (Originaltitel: Hurricane) des Autoren-Duos Charles Bernard Nordhoff und James Norman Hall und wurde am 5. November 1937 in Los Angeles uraufgeführt. Die österreichische Erstaufführung des Filmes erfolgte am 16. Februar 1938 als Hurrikan auf englischer Sprache, eine Deutsch synchronisierte Fassung erschien später im gleichen Jahr. In Deutschland erschien der Film erstmals am 24. Mai 1950 in einer um zwei Minuten gekürzten Fassung in den Kinos.

## Handlung
Kapitän Nagle erreicht mit seinem Schoner die südpazifische Insel Manukura. Als Passagier an Bord befindet sich Germaine, die Ehefrau des Inselgouverneurs Eugene DeLaage, der ein Verfechter von Recht und Ordnung ist. Ebenfalls an Bord ist der Matrose Terangi, der Marama, die Tochter des Häuptlings Mehevi, an diesem Tag heiraten will. Pastor Paul nimmt die Hochzeit vor, bei der auch Nagle, das Ehepaar DeLaage und Dr. Kersaint anwesend sind.
Die Nacht verbringt das frischvermählte Paar auf der unbewohnten Insel Motu Tonga. Terangi kehrt am nächsten Morgen zu seinem Schiff zurück, um nach Tahiti zu segeln. Dort besuchen Terangi und seine Kollegen eine Bar, in der Terangi von einem weißen Mann zu einem Kampf provoziert wird. Terangi bricht dem Mann den Kiefer und wird zu einer Gefängnisstrafe von sechs Monaten verurteilt. Nagle interveniert beim Gouverneur von Tahiti. Sechs Monate Haft wären für einen Insulaner wie Terangi tödlich sein. Doch der Gouverneur erklärt, dass der Verletzte sehr einflussreiche Freunde hat.
Als Nagle absegelt, sieht Terangi das Schiff. Er wagt einen Ausbruch, um schwimmend den Schoner zu erreichen, wird aber gefangen genommen. Nun muss er ein Jahr im Gefängnis bleiben. Nagle, Dr. Kersaint, Germaine und Pastor Paul erbitten von Gouverneur DeLaage Hilfe für Terangi, doch der lehnt ab, um die Rechtsautorität nicht zu untergraben. Marama, Terangis schwangere Ehefrau, nimmt diese Nachricht schlecht auf.
Mittlerweile sind acht Jahre vergangen. Verschiedene Ausbruchsversuche haben Terangis Haftzeit auf 16 Jahre verlängert. Immer noch verweigert DeLaage seine Hilfe. Terangi unternimmt einen Selbstmordversuch, wird aber von einem Wächter daran gehindert. Unabsichtlich tötet Terangi den Wächter und entkommt aus dem Gefängnis. Mit einem Kanu legt er die fast 900 Kilometer nach Manukura zurück. Pater Paul nimmt ihn auf und versteckt ihn auf Motu Tonga, wo Terangi seine Frau und seine Tochter Tita trifft. In der Zwischenzeit ist DeLaage von Terangis Flucht unterrichtet worden und lässt ihn suchen. Dazu beordert er Nagles Schiff, um die Suchmannschaften zu befördern.
Die Wetterlage wird ernst, es kommt starker Wind auf. Terangi weiß, dass ein Wirbelsturm aufziehen wird und bringt seine Familie zurück nach Manukura. Der Sturm bricht los, Flutwellen zerstören die Kirche. Terangi hat Marama, Tita, Germaine und sich selber an einen großen Baum gebunden, doch der Baum wird entwurzelt und zusammen mit den vier Menschen auf eine entfernte Landzunge der Insel geschleudert. Dr. Kersaint und wenige der Einwohner überleben den Sturm. Nagle ist dem Sturm zusammen mit DeLaage auf dem Schoner ausgewichen. Nagle bemerkt auf der Landzunge ein Signalfeuer. Dort hat Terangi den Schoner bemerkt und das Feuer entfacht. Germaine fordert ihn auf zu fliehen, damit ihr Mann ihn nicht festnehmen kann. Die kleine Familie setzt sich in ein Kanu und verlässt die Landzunge.
DeLaage schließt seine Frau erfreut in die Arme. Er bemerkt Fußabdrücke im Sand und bemerkt das sich entfernende Kanu auf dem Wasser. Germaine erzählt ihm, dass es sich um ein losgerissenes Kanu handele. DeLaage, der erkennt, dass Terangi seine Frau gerettet hat, stimmt zu und lässt Terangi mit seiner Familie davonsegeln.

## Synchronisation
Der Film wurde zweimal synchronisiert. Die erste Synchronfassung entstand in den Ateliers der Selenophon in Wien, unter der Leitung von Bernhard Kulisz. Die zweite Synchronfassung entstand 1974 im Auftrag des ZDFs.
| Rolle              | Darsteller      | Synchronsprecher (Kino 1938) | Synchronsprecher (ZDF 1974) |
| ------------------ | --------------- | ---------------------------- | --------------------------- |
| Marama             | Dorothy Lamour  | N. N.                        | Almut Eggert                |
| Terangi            | Jon Hall        | N. N.                        | Christian Brückner          |
| Germaine DeLaage   | Mary Astor      | Margarete Fries              | Bettina Schön               |
| Pater Paul         | C. Aubrey Smith | Wilhelm Schich               | Ernst Wilhelm Borchert      |
| Dr. Kersaint       | Thomas Mitchell | Ludwig Donath                | Fritz Tillmann              |
| Gouverneur DeLaage | Raymond Massey  | Hans Unterkircher            | Jürgen Thormann             |
| Häuptling Mehevi   | Al Kikume       | N. N.                        | Edgar Ott                   |

Des Weiteren sprachen in der Kinofassung: Maria Czamska, Erich Nikowitz und Eduard Volters.

## Kritiken
„Wirklich sehenswert in diesem Film ist nur der dramatische Höhepunkt, ein gemessen am Entstehungszeitpunkt mit blendenden Spezialeffekten gefilmter Hurrikan.“

„[…] gerät in einen tropischen Sturm, den John Ford für geniale 20 (!) Filmminuten entfesselte.“

„Ein Meisterwerk aus der Reige-Küche [sic!] John Fords: Südseezauber, eine romantische Liebesgeschichte, ein Melodram um Pflichten und Ungerechtigkeit – und ein tricktechnisch furioser Katastrophenfilm ohnegleichen. Das Drama erreicht seinen Höhepunkt mit einem Hurrikan, wie ihn das Kino weder vorher noch nachher gesehen hat. Außerdem betrachtet Ford hier einmal mehr das Justizwesen recht kritisch.“

## Auszeichnungen
Oscarverleihung 1938
- Oscar in der Kategorie Bester Ton an Thomas T. Moulton
- Nominierung in der Kategorie Bester Nebendarsteller an Thomas Mitchell
- Nominierung in der Kategorie Beste Filmmusik an Alfred Newman

## Hintergrund
Die Produktion der United Artists hatte ein geschätztes Budget von ca. 2 Millionen US-Dollar. Gedreht wurde u. a. auf Pago Pago, Samoa und Santa Catalina Island vor Kalifornien.
Unterstützt wurde Regisseur John Ford von Stuart Heisler, der hier zum zweiten Mal an einem Spielfilm mitwirkte. Das Drehbuch wurde von oscarprämierten Autoren entwickelt, wobei Dudley Nichols von Ben Hecht unterstützt wurde. Für den Film adaptiert wurde der Roman von Oliver H. P. Garrett. Der oscarprämierte Richard Day war für die Ausstattung des Filmes verantwortlich. In seiner späteren Karriere gewann er sechs weitere Oscars. Unterstützt wurde er vom später dreifachen Oscar-Preisträger Alexander Golitzen, der hier das dritte Mal an einem Spielfilm mitarbeitete. Oscar-Gewinner Thomas T. Moulton, der übrigens in keinem seiner Filme im Abspann erwähnt wird, war das zweite Mal bei einem Spielfilm für den Ton verantwortlich. Später gewann er einen weiteren Oscar sowie einen Spezial-Oscar. Die spektakulären Aufnahmen des Sturmes stammen von James Basevi, der später als Ausstatter zu Oscar-Ehren kommen sollte. Als Kameramann für die Südsee-Aufnahmen fungierte der spätere Oscar-Gewinner Archie Stout. Der oscarnominierte Alfred Newman (neun Oscars zwischen 1939 und 1968), der im Abspann nicht genannt wird, hatte als Orchesterleiter Hugo Friedhofer (Oscar 1947) an seiner Seite.
Der Regisseur der Zweitbesetzung Wingate Smith war der Schwager des Regisseurs John Ford. Hauptdarsteller Jon Hall war ein Neffe des Romanautors James Norman Hall.
Von den Schauspielern kam Mary Astor 1942 zu Oscar-Ehren. Zwei Jahre nach seiner Nominierung für diesen Film gewann Thomas Mitchell einen Oscar als bester Nebendarsteller.